# Kapitan Andreewo

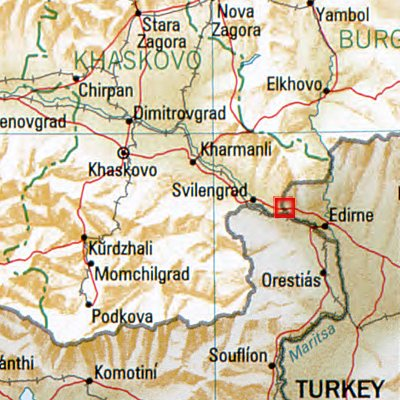
Kapitan Andreewo (rotes Viereck) – Bulgarien – Nachbarorte: Swilengrad, Charmanli, Chaskowo, Dimitrowgrad, Tschirpan, Stara Sagora, Nowa Sagora, Jambol, Elchowo, Kardschali, Momtschilgrad, Podkowa, Komotini, Orestiada, Edirne

Kapitan Andreewo [kɐpiˈtan ɐnˈdrɛjɛvo] (bulgarisch Капитан Андреево) ist ein Dorf in Süd-Bulgarien.

## Geografie
Es liegt in der Gemeinde Swilengrad im Verwaltungsbezirk (Oblast) Chaskowo.

## Verkehr

### Eisenbahn
Der Ort liegt an der Bahnstrecke İstanbul Sirkeci–Swilengrad und ist der bulgarische Grenzbahnhof im Verkehr mit der Türkei. Die Strecke und der Eisenbahngrenzübergang bestehen seit 1971. Die Strecke ist die einzige, die die Türkei mit dem übrigen Europa – abgesehen von Griechenland – verbindet.

### Straßenverkehr
Östlich des Dorfes liegt der Grenzübergang Kapitan Andreewo-Kapıkule zur Türkei, südlich des Dorfes der Grenzübergang Kapitan Andreewo-Ormenio nach Griechenland.